# Миляч
Ми́ляч (інколи — Милячі) — село в Україні, у Миляцькій сільській громаді Сарненського району Рівненської області. Населення становить 1080 осіб (2011).

## Назва
Інколи згадується як Милячі. Польською мовою згадується як Milacze, російською — як Милячъ.

## Географія
Згідно з дослідженням 2017 року, за яким оцінювалися масштаби антропогенної трансформації території Дубровицького району внаслідок несанкціонованого видобутку бурштину, екологічна ситуація села характеризувалася як «задовільна».

### Клімат
Клімат у селі вологий континентальний («Dfb» за класифікацією кліматів Кеппена). Опадів 616 мм на рік. Найменша кількість опадів спостерігається в лютому й сягає у середньому 29 мм. Найбільша кількість опадів випадає в червні — близько 90 мм. Різниця в опадах між сухими та вологими місяцями становить 61 мм. Пересічна температура січня — -5,6 °C, липня — 18,6 °C. Річна амплітуда температур становить 24,2 °C.
| Клімат Милячі                     | Клімат Милячі | Клімат Милячі | Клімат Милячі | Клімат Милячі | Клімат Милячі | Клімат Милячі | Клімат Милячі | Клімат Милячі | Клімат Милячі | Клімат Милячі | Клімат Милячі | Клімат Милячі | Клімат Милячі |
| Показник                          | Січ.          | Лют.          | Бер.          | Квіт.         | Трав.         | Черв.         | Лип.          | Серп.         | Вер.          | Жовт.         | Лист.         | Груд.         | Рік           |
| Середній максимум, °C             | −2,6          | −1,3          | 3,4           | 12,4          | 19,3          | 22,9          | 23,9          | 23,1          | 18,2          | 11,7          | 4,7           | −0,1          | 11,3          |
| Середня температура, °C           | −5,6          | −4,5          | −0,3          | 7,5           | 13,7          | 17,5          | 18,6          | 17,7          | 13,2          | 7,7           | 2,2           | −2,6          | 7,1           |
| Середній мінімум, °C              | −8,6          | −7,7          | −4            | 2,7           | 8,2           | 12,1          | 13,3          | 12,3          | 8,3           | 3,8           | −0,2          | −5,1          | 2,9           |
| Норма опадів, мм                  | 36            | 29            | 29            | 42            | 57            | 90            | 82            | 65            | 57            | 45            | 42            | 42            | 616           |
| --------------------------------- | ------------- | ------------- | ------------- | ------------- | ------------- | ------------- | ------------- | ------------- | ------------- | ------------- | ------------- | ------------- | ------------- |
| Джерело: Climate-Data.org (англ.) |               |               |               |               |               |               |               |               |               |               |               |               |               |

### Пам'ятки природи
- Дендропарк — комплексна державна пам'ятка природи місцевого значення площею 1 га, розташована в селі.[8]

## Історія
До 1917 року село входило до складу Російської імперії. У 1906 році село входило до складу Висоцької волості Рівненського повіту Волинської губернії Російської імперії. У 1918—1920 роки нетривалий час перебувало в складі Української Народної Республіки.
У 1921—1939 роки входило до складу Польщі. У 1921 році село входило до складу гміни Висоцьк Сарненського повіту Поліського воєводства Польської Республіки. 1 січня 1923 року розпорядженням Ради Міністрів Польщі Висоцька гміна вилучена із Сарненського повіту і включена до Столінського повіту. У 1935 році село Миляч разом з фільварком Миляч-Жадень належало до однойменної громади гміни Висоцьк Поліського воєводства.
З 1939 року — у складі Рівненської області УРСР. У роки Другої світової війни деякі мешканці села долучилися до національно-визвольної боротьби в лавах УПА та ОУН. Загалом встановлено 3 жителів села, які брали участь у визвольних змаганнях, з них 1 загинув, 2 було репресовано.
У 1947 році село Миляч разом з хуторами Борів, Заозеро, Підкалиновий, Пристань та Селище підпорядковувалося Миляцькій сільській раді Висоцького району Ровенської області УРСР.
Відповідно до прийнятої в грудні 1989 року постанови Ради Міністрів УРСР село занесене до переліку населених пунктів, які зазнали радіоактивного забруднення внаслідок аварії на Чорнобильській АЕС, жителям виплачувалася грошова допомога. Згідно з постановою Кабінету Міністрів Української РСР, ухваленою в липні 1991 року, село належало до зони гарантованого добровільного відселення. На кінець 1993 року забруднення ґрунтів становило 3,01 Кі/км² (137Cs + 134Cs), молока — 10,31 мКі/л (137Cs + 134Cs), картоплі — 1,89 мКі/кг (137Cs + 134Cs), сумарна доза опромінення — 313 мбер, з якої: зовнішнього — 39 мбер, загальна від радіонуклідів — 274 мбер (з них Cs — 263 мбер).
Відповідно до Розпорядження Кабінету Міністрів України від 12 червня 2020 року № 722-р «Про визначення адміністративних центрів та затвердження територій територіальних громад Рівненської області» увійшло до складу Миляцької сільської громади

## Населення
Станом на 1859 рік, у власницькому селі Миляч налічувалося 17 дворів та 166 жителів (85 чоловіків і 81 жінка), з них 164 православних і 2 євреїв. Станом на 1906 рік у селі було 36 дворів та мешкало 410 осіб.
За переписом населення Польщі 10 вересня 1921 року в селі налічувалося 89 будинків та 609 мешканців, з них: 296 чоловіків та 313 жінок; 553 православні, 53 юдеї, 2 римо-католики та 1 євангельський християнин; 554 українці, 44 євреї, 6 білорусів, 4 поляки та 1 німець.
Згідно з переписом УРСР 1989 року чисельність наявного населення села становила 1152 особи, з яких 569 чоловіків та 583 жінки. На кінець 1993 року в селі мешкало 1177 жителів, з них 338 — дітей.
За переписом населення України 2001 року в селі мешкало 1129 осіб. Станом на 1 січня 2011 року населення села становить 1080 осіб.

### Мова
Розподіл населення за рідною мовою за даними перепису 2001 року:
| Мова       | Кількість | Відсоток |
| ---------- | --------- | -------- |
| українська | 1132      | 99.82%   |
| білоруська | 1         | 0.09%    |
| російська  | 1         | 0.09%    |
| Усього     | 1134      | 100%     |

### Вікова і статева структура
Структура жителів села за віком і статтю (станом на 2011 рік):
| Вік   | Чоловіків | Жінок | Разом |
| ----- | --------- | ----- | ----- |
| 0-17  | 147       | 144   | 291   |
| 18-39 | 187       | 164   | 351   |
| 40-59 | 145       | 117   | 262   |
| 60+   | 59        | 117   | 176   |
| Разом | 538       | 542   | 1080  |

### Соціально-економічні показники
| Працездатне населення | Працездатне населення | Працездатне населення | Працездатне населення | Працездатне населення | Працездатне населення | Непрацездатне населення | Непрацездатне населення | Непрацездатне населення | Непрацездатне населення | Непрацездатне населення | Непрацездатне населення | Все населення |
| Чоловіки              | Чоловіки              | Жінки                 | Жінки                 | Разом                 | Разом                 | Чоловіки                | Чоловіки                | Жінки                   | Жінки                   | Разом                   | Разом                   | 1080          |
| ос.                   | %                     | ос.                   | %                     | ос.                   | %                     | ос.                     | %                       | ос.                     | %                       | ос.                     | %                       | 1080          |
| --------------------- | --------------------- | --------------------- | --------------------- | --------------------- | --------------------- | ----------------------- | ----------------------- | ----------------------- | ----------------------- | ----------------------- | ----------------------- | ------------- |
| 347                   | 33                    | 279                   | 26                    | 626                   | 59                    | 60                      | 5                       | 129                     | 12                      | 189                     | 18                      | 1080          |

| Зайняті  | Зайняті  | Зайняті | Зайняті | Зайняті | Зайняті | Безробітні | Безробітні | Безробітні | Безробітні | Безробітні | Безробітні | Все населення |
| Чоловіки | Чоловіки | Жінки   | Жінки   | Разом   | Разом   | Чоловіки   | Чоловіки   | Жінки      | Жінки      | Разом      | Разом      | 1080          |
| ос.      | %        | ос.     | %       | ос.     | %       | ос.        | %          | ос.        | %          | ос.        | %          | 1080          |
| -------- | -------- | ------- | ------- | ------- | ------- | ---------- | ---------- | ---------- | ---------- | ---------- | ---------- | ------------- |
| 36       | 15       | 30      | 12      | 66      | 27      | 23         | 9          | 30         | 12         | 53         | 22         | 1080          |

| Дорослі | Діти | Пенсіонери | Інваліди Німецько-радянської війни | Учасники бойових дій | Інваліди всіх груп і категорій | Люди, які обслуговуються служб. соц. допом. на дому | Неповні сім'ї | Діти з неповних сімей | Багатодітні сім'ї | Діти з багатодітних сімей | Діти-інваліди | Діти-сироти | Одинокі багатодітні матері |
| ------- | ---- | ---------- | ---------------------------------- | -------------------- | ------------------------------ | --------------------------------------------------- | ------------- | --------------------- | ----------------- | ------------------------- | ------------- | ----------- | -------------------------- |
| 758     | 290  | 305        | 2                                  | 8                    | 64                             | 24                                                  | 6             | 7                     | 35                | 127                       | 6             | 11          | 1                          |

## Політика

### Органи влади
Місцеві органи влади представлені Миляцькою сільською громадою.

### Вибори
Село входить до виборчого округу № 155. У селі розташована виборча дільниця № 560274. Станом на 2011 рік кількість виборців становила 782 особи.

## Культура
У селі працює Миляцький сільський будинок культури на 380 місць. Діє Миляцька публічно-шкільна бібліотека, книжковий фонд якої становлять 21 496 книг та яка має 6 місць для читання, 2 особи персоналу, кількість читачів — 970 осіб.

## Релігія
У першій половині XIX століття село належало до греко-католицької парафії церкви Різдва Богородиці села Удрицьк Ровенського повіту, яка з 1840-х років діяла вже як православна.
Список конфесійних громад станом на 2011 рік:
| Релігійна громада Свято-Пантелеймонівської парафії Сарненської єпархії УПЦ | УПЦ (МП) | 19 грудня 1995 | 200 | Церква             | [ 37 ] |
| Релігійна громада ХВЄ                                                      | ХВЄ      | 30 червня 1995 | 90  | Молитовний будинок | [ 37 ] |
| — православні, — протестантські.                                           |          |                |     |                    |        |

## Освіта
У селі діє Миляцька загальноосвітня школа І-ІІІ ступенів. У 2011 році в ній навчалося 302 учні (із 420 розрахованих) та викладало 32 учителі.
Дошкільна освіта представлена дитячим садком «Миляцький дошкільний навчальний заклад „Веселка“», у якому станом на 2011 рік навчалося 52 дитини і працювало 7 учителів та вихователів.

## Інфраструктура
У селі діє аптека. У селі наявний сквер площею 350 м². Наявне відділення поштового зв'язку.

#### Книги
- Коротун І. М., Коротун Л. К. Географія Рівненської області в 3-х частинах. — Рівне, 1996. — 274 с.

#### Офіційні дані та нормативно-правові акти
- Паспорт Дубровицького району (станом на 1 січня 2011 року) (doc). Дубровицька районна рада. Архів оригіналу за 10 лютий 2015. Процитовано 16 жовтня 2019.

#### Мапи
- Історичний Атлас України / Гол. ред. Л. Винар; Упорядн.: І. Тесля, Е. Тютько. Українське історичне товариство. — Монреаль; Нью-Йорк; Мюнхен, 1980. — 182 с.